# Minamiōji Hajime
Minamiōji Hajime (japanisch 南大路 一; geboren 1911 in der Präfektur Tokio; gestorben 1994) war ein japanischer Maler der Yōga-Richtung.

## Leben und Werk
Minamiōji Hajime wurde um 1929 durch Hasegawa Noboru angeregt, Malerei in der Ausbildungsstätte der Künstlergemeinschaft Shun’yōkai zu erlernen. Er blieb dort bis 1936, wobei seine Lehrer Kimura Shōhachi, Nakagawa Kazumasa, Hazama Inosuke (硲 伊之助; 1895–1977) waren. Er stellte hauptsächlich bei der Shun’yōkai aus.
Nach dem Zweiten Weltkrieg gehörte Minamiōji 1947 er zu den Gründern des „Avantgardekunst Clubs“ (アバンギャルド芸術クラブ), führte aber sonst ein ungebundenes Leben. 1959 wurde er eingeladen, auf der Biennale von São Paulo auszustellen. 1960 erhielt er einen Preis aus der von der Zeitung Mainichi Shimbun gesponserten Ausstellung „Gendai bijutsu ten“ (現代美術展), weiter den Nakagawa-Kazumasa-Preis der Shun’yōkai, den Preis des Aichi-Präfekturmuseums für internationale gegenständlich Kunst (国際形象展愛知県美術館賞; Kokusai keishōten Aichi-ken bijutsukan shō). 1984 und 1986 wurde er jeweils mit der Ehrenmedaille des japanischen Staates ausgezeichnet.
Minamiōjis Stil reicht von malerischen Landschaften, darunter mehrfach Berg Fuji, bis hin zu völlig abstrakten Farbflächen.